# انتخابات سراسری ژاپن (۲۰۲۴)
پنجاهمین انتخابات عمومی مجلس نمایندگان در ژاپن (انگلیسی: 2024 Japanese general election) در ۲۷ اکتبر ۲۰۲۴ به دلیل انحلال زودهنگام مجلس نمایندگان، مجلس سفلی دایت ملی ژاپن، توسط نخست‌وزیر شیگرو ایشیبا برگزار شد. رای‌گیری در همه حوزه‌های انتخابیه مجلس نمایندگان از جمله اعضای مجلس نمایندگان از بلوک نمایندگان نسبی انتخاب می‌شوند.